# 彭城の戦い
彭城の戦い（ほうじょうのたたかい）は、中国楚漢戦争期の紀元前205年に項羽率いる楚軍と劉邦率いる漢連合軍との間の彭城（現在の江蘇省徐州市）で行われた戦い。「睢水（）の戦い」とも呼ばれる。
この戦いで項羽が3万の軍勢で勝利し、56万の軍勢を持っていた漢連合軍が大敗、解散へと追い込まれた。

## 経過

### 彭城の戦いまでの流れ
紀元前207年、秦を制圧した項羽が覇王を名乗り諸将に対し封建を行った。ただし、この封建は項羽との関係の善し悪しで決められたために不満が多い上、反秦勢力の盟主で項羽の主君筋でもある義帝を辺境の地へ追いやった上に殺害するというものでもあった。
封建後、項羽に不満を持つ諸将が反乱を起こし、項羽が制圧しに向かった。秦をいち早く制圧したものの、辺境の地であった漢中に押し込められた劉邦はそこで韓信を得て、項羽が斉の反乱制圧に向かっている隙を見て、関中にいる劉邦の監視役である旧秦の三人の将軍（章邯・司馬欣・董翳）を破り、章邯を自害に追い込み、司馬欣・董翳を服従させた。
項羽が斉の反乱制圧に手間取っている間に韓・魏（西魏）・趙・殷・河南・塞・翟の諸国と同盟を交わした。

### 彭城制圧
劉邦は義帝殺害など大義名分を掲げ漢・韓・魏（西魏）・趙・殷・河南・塞・翟の諸国の軍勢56万を引き連れ、項羽の本拠である彭城に迫った。彭城の危機を知った項羽は九江王に封じた英布に彭城を守備するよう命じた。だが、英布は病と称して項羽の要請を断った。
わずかな守備兵だけを残していた上に英布の援軍も無く56万の軍勢相手に太刀打ちできず、彭城はすぐに落城した。
劉邦は連合軍に対して全軍の指揮を執らず、各国の軍に指揮を任せていた。また彭城制圧後、かつて秦の咸陽を制圧した時のように劉邦を諫める者もいなかったために、城内の財宝を荒らした上に城内の女性を犯し、毎日酒宴を開く有様であった。

### 項羽の急襲
英布の援軍もなく彭城が制圧されたことを聞いた項羽は激怒し、すぐさま斉と停戦協定を結び、3万の精鋭部隊を編成。彭城へと戻った。
連合軍に士気がない上に酒に酔っていることを知ると、項羽は夜明けと共に城の西側から攻め、城内の連合軍を打ち破り、漢軍10万人余りを殺した。連合軍が城外に出ると項羽は追撃し、さらに漢軍10万人余りが睢水に追い詰められて殺され、川の水が堰き止められるほどであったという。
そのため、連合軍は散り散りになって逃走し、劉邦は途中に家族が住む沛に立ち寄るものの既に劉太公や呂雉ら家族が捕らえられ、劉盈とその姉を見つけたので馬車に乗らせて逃亡した。途中、恐怖に駆られた劉邦は馬車から子供たちを突き落として逃げようとしたものの御者の夏侯嬰に諭されて子供らと共に逃亡した。また、追手である丁固に「二人の好漢が争う必要があるのか」と説得し、包囲を解かせた。

## 戦後
わずか3万の軍勢に大敗した、見るも無惨な戦いを見た各国は漢を見切る結果となった。また、陳余は逃亡時に張耳を見たという兵からの報告に怒り漢と敵対することとなった。また、司馬欣・董翳も項羽に下った。
そのため、劉邦は韓信に各国を制圧するよう命じ、陳平が項羽に対して離間の計を進言、実行させ内部崩壊を計り、その後劉邦は勢力を挽回させることに成功した。